# Jenny Camargo
Jenny Camargo (Bogotá, 24 de noviembre de 1988) es una investigadora colombiana especialista en el área de Administración de Empresas, experta en planeación y ejecución de proyectos educativos, sociales y turísticos.Es profesional e investigadora del Centro de Estudios Territoriales e Interdisciplinarios de la Universidad del Bío-Bío. 

## Biografía
Jenny Camargo nació en 1988 en Bogotá, Colombia, donde realizó sus estudios primarios y secundarios. En 2017 se graduó en Administración de Empresas de la Universidad de La Salle. En el 2022 se graduó en el programa de Especialización en Turismo, Ambiente y Territorio en la Universidad Nacional de Colombia. Tiene una Maestría en Intervención Social: Territorio y Ciudadanía de la Universidad del Bío-Bío, Chile.

## Carrera profesional

### Academia
Es investigadora en el Centro de Estudios Territoriales e Interdisciplinarios de la Universidad del Bío-Bío. Ha participado en proyectos de investigación relacionados con intervención comunitaria en temas de turismo sostenible, conservación ambiental, emprendimiento rural femenino y educación.   
Ha publicado diversas obras relacionadas con temas como el marketing digital y la realidad de los contextos educativos.Asimismo, ha participado como expositora de encuentros internacionales, tales como la "Biennal Conference of the international society for ecological economics in a world in transition", presentando la ponencia Percepción de los actores claves frente al impacto ambiental. Caso: miticultura en la Región de los Lagos, Chile.

## Publicaciones
- Camargo,  Jenny (2017). Propuesta de estrategias de retención a estudiantes en prueba académica de la Facultad de Ciencias Administrativas y Contables desde la perspectiva de la gestión humana..
- Camargo,  Jenny (2016). Análisis de las estrategias de marketing digital en 40 pymes de la alianza del pacífico.
- Soledad Martínez Labrín;  Jenny Katherine Camargo Ovalle (2025). Manual. Buenas prácticas de corresponsabilidad institucional para mejorar la conciliación académica-familiar de las mujeres que cursan doctorados..